# Boesenbergia laotica
Boesenbergia laotica là một loài thực vật có hoa trong họ Gừng. Loài này được Chayan Picheansoonthon & Piya Mokkamul mô tả khoa học đầu tiên năm 2006 dưới danh pháp Caulokaempferia laotica. Năm 2014, Mood & L.M.Prince chuyển nó sang chi Boesenbergia.